# Diesbar (Schiff, 1884)
Der Raddampfer Diesbar wurde 1883 in der Schiffswerft Blasewitz gebaut.
Er wurde unter dem Namen Pillnitz, als zweites Schiff mit diesem Namen, mit der Baunummer 18 auf Kiel gelegt. Am 15. Mai 1884 wurde das Schiff in Dienst gestellt. Im Jahr 1927 erhielt es als zweites Schiff den Namen Diesbar nach dem gleichnamigen Ort an der Elbe. Die Diesbar fährt seit 1993 nach einer umfassenden Reparatur und Überholung wieder auf der Oberelbe. Sie ist heute das einzige Schiff der Sächsischen Dampfschiffahrts GmbH & Co. Conti Elbschiffahrts KG, das mit Kohle befeuert wird.

## Geschichte

### Die Zeit nach der Indienststellung bis 1945

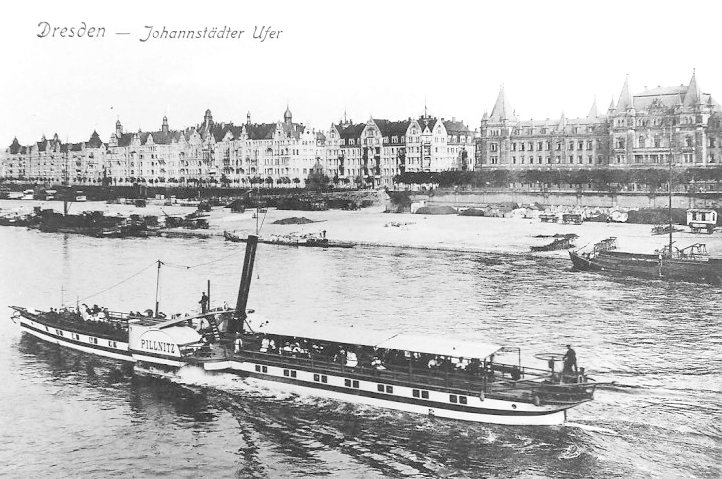
Raddampfer Pillnitz in Dresden-Johannstadt

Die Pillnitz, nach dem flussaufwärts bei Dresden gelegenen Ort mit gleichnamigen Schloss benannt, fuhr nach ihrer Indienststellung als Glattdeckdampfer bis 1923 für die Sächsisch-Böhmische Dampfschiffahrts-Gesellschaft (SBDG). Nach der Einstellung des Geschäftsbetriebes fuhr das Schiff für die 1923 neu gegründete Sächsisch-Böhmische Dampfschiffahrt, Aktiengesellschaft (SBDA). Der ab 1926 übliche weiße Anstrich der Schiffe brachte ihr den Namen Weiße Flotte ein.
Im Jahr 1927 fand ein Namenstausch mit der Pillnitz statt. Das Schiff fuhr ab diesem Zeitpunkt unter dem Namen Diesbar, nach dem flussabwärts gelegenen Elbweindorf. Die Gründe für die Umbenennung sind unbekannt.
Im Winter 1926/27 wurde das Schiff grundlegend modernisiert. Es erhielt eine elektrische Beleuchtung und die Radkästen wurden ausgebaut, um Platz für den Einbau von Toiletten zu schaffen. Das Schiff erhielt eine Kommandobrücke mit Steuerhaus und ein Handsteuer. 1927/28 erhielt das Schiff eine Dampfsteuermaschine. Gebaut wurde sie von der  Dresdner Maschinenbau und Schiffswerft Uebigau AG, mit der Fabrik-Nr. 1829.
Den weißen Anstrich erhielt das Schiff im Winter 1928/29.
Im Sommer 1943 erhielt die Diesbar, wie alle Dampfer, einen Tarnanstrich. Über ihren Einsatz im Zweiten Weltkrieg ist nichts bekannt.
Nach den Luftangriffen auf Dresden und der Zerstörung der Elbbrücken 1945 erfolgte der Einsatz als Fährdampfer zwischen der Dresdner Neustadt und Johannstadt.

### Die Zeit nach 1945
Das Schiff wurde 1946 aufgelegt und erst 1949 nach einer Überholung wieder in Fahrt gesetzt.
Bei der Überholung des Schiffes wurden die hölzernen Radschaufeln durch Stahlschaufeln ersetzt.
Die SBDA wurde am 1. Februar 1947 in Volkseigentum überführt und erhielt den Namen VEB Elbeschiffahrt Sachsen. Von 1950 bis 1957 gehörte sie zum VEB Deutsche Schiffahrts- und Umschlagszentrale (DSU). Nach deren Auflösung entstand 1957 der VEB Fahrgastschiffahrt und Reparaturwerft Dresden und ab 1967 der VEB Fahrgastschiffahrt Dresden.
Am 6. Mai 1958 kollidierte die Diesbar an der Laubegaster Werft mit der Freundschaft. Dabei wurde der Radkasten der Freundschaft beschädigt.
Im Oktober 1959 wurde der alte Kofferkessel durch einen baugleichen voll geschweißten Kessel des VEB Dampfkesselbau Hohenthurm mit der Bau-Nr. 842 ersetzt. 1962/63 wurde die elektrische Anlage erneuert.
1972 wurde das Schiff aufgelegt. In der Zeit vom 8. Juli bis 30. September 1972 war es kurzzeitig wieder in Fahrt und danach erneut aufgelegt.
In den Jahren 1976/77 wurde das Schiff an die ČSPLO vermietet. Es war vom 30. April bis zum 6. September 1976 und zeitweise 1977 in der Tschechoslowakischen Republik auf der Elbstrecke Děčín–Hřensko im Einsatz.
Im September 1977 diente das Schiff als Filmkulisse für eine Co-Produktion von DDR und UdSSR in dem 7-teiligen Film Karl Marx-Die jungen Jahre. Dabei war das Schiff als Rheindampfer dekoriert unter dem Namen Loreley im Einsatz.
Die 1977/78 begonnene Großreparatur von Schiff und Maschine wurde aus wirtschaftlichen Überlegungen abgebrochen und das Schiff 1978 im Neustädter Hafen in Dresden abgestellt.
1983 wurde die Dampfmaschine der Diesbar unter Denkmalschutz gestellt. Am 8. April des Jahres gründeten Enthusiasten die Fachgruppe „Elbeschiffahrt“ im Kulturbund der DDR. Ihr Ziel war die Rekonstruktion des Schiffes.
Im Jahr 1984 feierte es als viertes Schiff sein 100-jähriges Dienstjubiläum.
1985 wurde das gesamte Schiff zum Technischen Denkmal erhoben und entging somit einer Abwrackung.
Am 1. Juli 1985 erfolgte der Werftanlauf des Schiffes in Laubegast. In der Zeit bis zum 28. Juni 1986 erfolgte eine Teilrekonstruktion mit Hilfe der Fachgruppe. Die Mitglieder leisteten in diesem Zeitraum 3500 ehrenamtliche Stunden zum Aufbau des Schiffes. Vom 28. Juni bis 6. Juli 1986 lag das Schiff anlässlich des 150. Jubiläums der Reederei zur Besichtigung am Terrassenufer. Anschließend begann auf der Laubegaster Werft der Innenausbau der Salons und die Rekonstruktion der Maschine. Am 7. Oktober 1989, dem 40. Jahrestag der DDR, wurde das Schiff nach der denkmalgerechten Rekonstruktion im Aussehen des Jahres 1928 wieder in Dienst gestellt.

### Die Zeit bei der Sächsischen Dampfschiffahrt
Am 7. Dezember 1992 wurde die Diesbar in der Laubegaster Werft an Land genommen. Hier erfolgte eine Generalüberholung und Umbauten zur umfangreichen Modernisierung des Schiffes. Am 15. Juni 1993 wurde das Schiff wieder in Dienst gestellt. 2001/2002 wurde in der Roßlauer Werft die Dampfmaschine generalüberholt. 2010/2011 wurden erneut umfassende Reparaturarbeiten notwendig. So wurde die Dampfmaschine überholt und der Dampfkessel bei der HSI Turbinenstahlbau Dresden-Übigau GmbH rekonstruiert. Es ist der letzte betriebsfähige Kofferkessel.
Das Schiff wird heute vor allem für Sonderfahrten eingesetzt, so für Hafentouren zum Alberthafen und Fahrten nach Pillnitz unter dem Motto „Technik für Kids“.
Am 8. September 2016 brach in den frühen Morgenstunden ein Brand an Bord des Schiffes aus.
Ein Mitarbeiter der Gesellschaft entdeckt den Brand um 6.31 Uhr und alarmiert die Feuerwehr. 8.30 war das Feuer gelöscht. Der Brand war im Kohlebunker des Schiffes ausgebrochen. Das erinnert an den Brand des Kohlebunkers der Pirna am 7. Oktober 1972. Größere Schäden sind durch den Brand nicht aufgetreten. Nach einer aufwendigen Reinigung von Schiff und Maschine war es ab dem 25. September 2016 wieder im Einsatz.

## Die Dampfmaschine
Die Dampfmaschine ist eine oszillierende Niederdruck-Zweizylinder-Zwillings-Dampfmaschine mit Einspritzkondensation mit einer Leistung von 110 PS. Gebaut wurde sie von der Fa. John Penn and Sons in Greenwich für den im Jahr 1857 gebauten Raddampfer Pillnitz. Vor dem Einbau in das neue Schiff wurde die Maschine überholt. Dabei wurde das mittlere Wellenstück ausgewechselt und durch ein neues, mit der Inschrift Krupp bei Essen, Gußstahl, 10 Jahre Garantie, 1853, ersetzt. Die Herkunft dieses Ersatzteiles ist unbekannt. Der ebenfalls 1857 von John Penn gebaute Kessel der Pillnitz I wurde nicht übernommen. Eingebaut wurde ein Zwei-Flammrohr-Kofferkessel mit der Baunummer 402 mit 2 bar Dampfdruck  der Sächsische Dampfschiffs- und Maschinenbauanstalt der Österreichischen Nordwest-Dampfschifffahrtsgesellschaft in Dresden.
Mit dieser Dampfmaschine erreicht das Schiff eine Maximalgeschwindigkeit von ca. 12 km/h stromaufwärts und ca. 14 km/h stromabwärts.

## Kapitäne des Schiffes
- Heinrich Ehregott Müller 1884
- Carl August Russmann 1885–1889
- Friedrich August Streidt 1890–1897
- Ernst Heinrich Oskar Höhle 1898–1902
- Friedrich Julius Berger 1903–1920

## Film
- Rüdiger Lorenz: Der Dampfmaschinist auf der Elbe. 1993, Deutschland, 30 Min, BR. Dokumentation. In der Reihe „Der Letzte seines Standes?“ Im Film werden die Funktion der Maschine bei den Manövern der Bergfahrt und der Wende detailliert gezeigt. Bilder auch vom gesamten Schiff